# Messerangriff in Villach

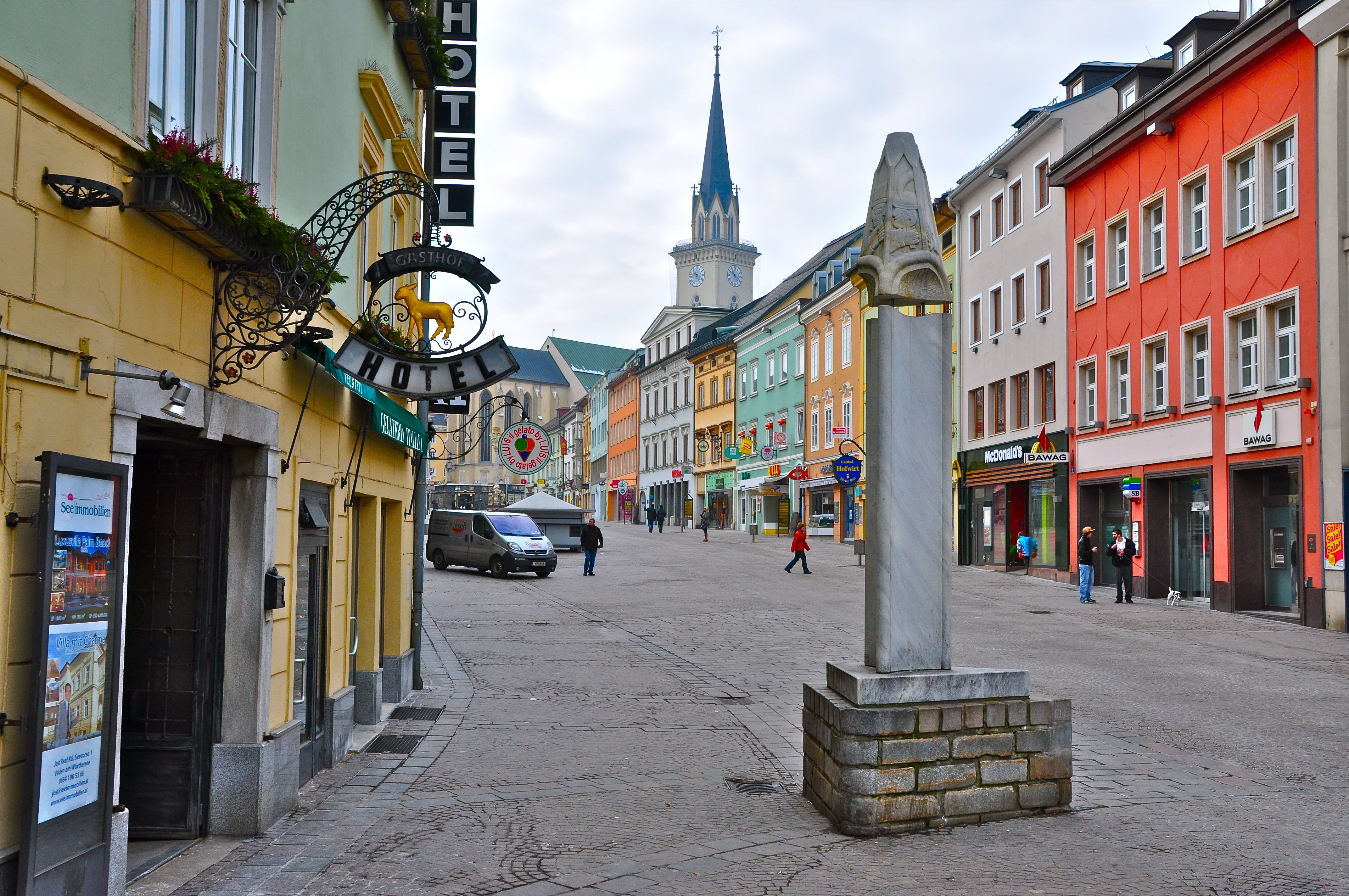
Tatort war der Hauptplatz im Bereich des Prangers (2011)

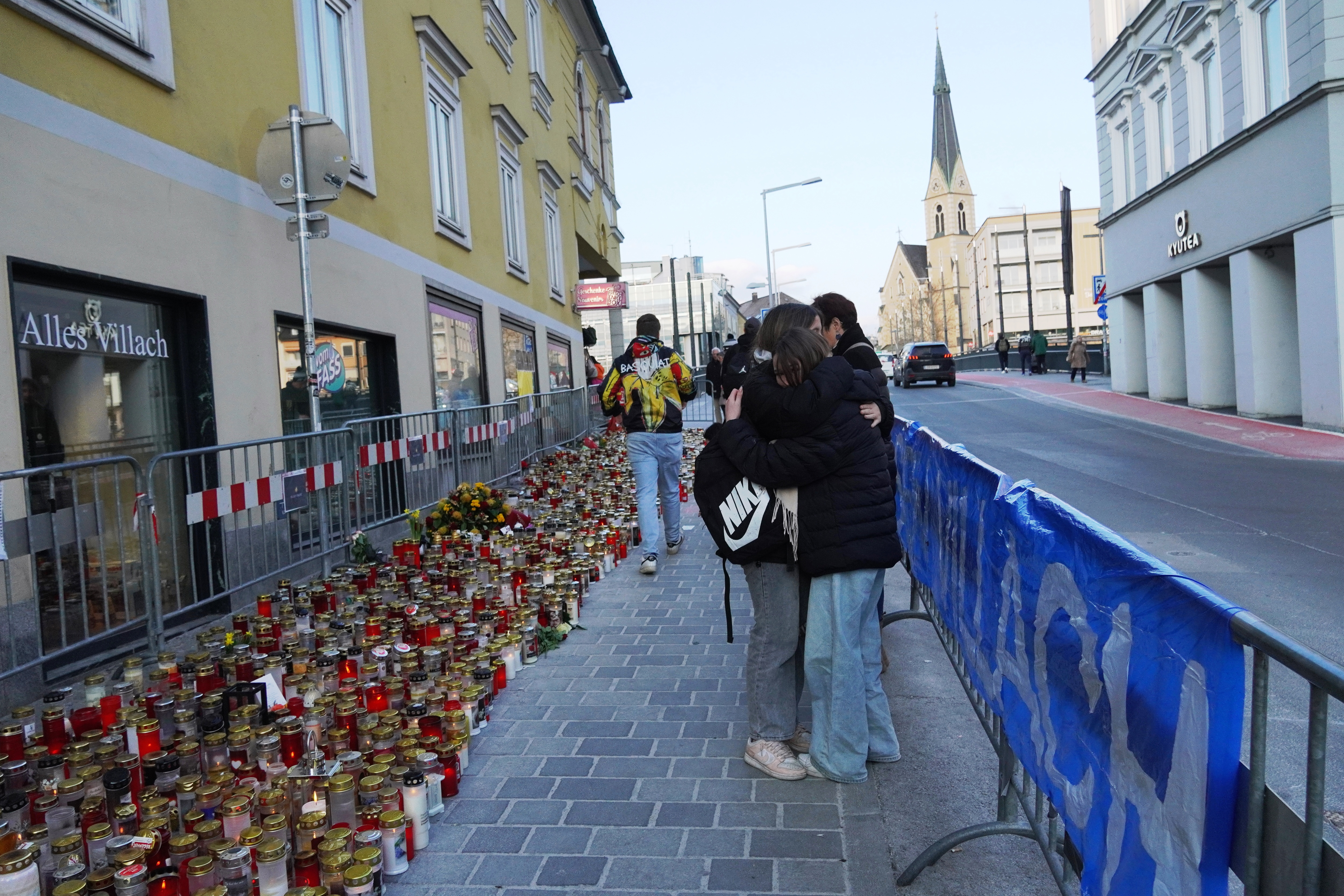
Gedenkstätte am Tatort Unterer Hauptplatz (2025)

Der Messerangriff in Villach war ein am 15. Februar 2025 begangener Messerangriff in Villach im österreichischen Bundesland Kärnten, von dem sechs Personen betroffen waren. Ein 14-Jähriger wurde getötet. Tatverdächtig ist ein 23-jähriger aufenthaltsberechtigter Syrer.

## Tathergang
Der 23-jährige syrische Staatsbürger Ahmad G. stach ab 15:55 Uhr in der Innenstadt mit einem Klappmesser von 10 cm Klingenlänge wahllos auf Passanten ein und soll laut Zeugen dabei Allahu akbar gerufen haben. Er tötete eine Person und verletzte fünf weitere Personen teils schwer. Drei der Opfer mussten nach der Tat auf der Intensivstation behandelt werden.
Ein vorbeifahrender, ebenfalls aus Syrien stammender, 42-jähriger Essenslieferant bemerkte das Geschehen und rammte mit seinem Auto den Täter, wodurch nach Aussagen der Polizei Schlimmeres verhindert wurde. Ein Augenzeuge berichtete, wie der Angreifer durch den Aufprall auf das Auto ein paar Meter weggeschleudert wurde und das Messer fallen ließ. Er habe dann dagesessen, bis die Polizei gekommen sei. Von Personen vor Ort wurde der Essenslieferant für einen Angreifer gehalten, daher begannen diese auf sein Auto einzuschlagen. Er fuhr langsam weiter, parkte sein Auto ein und rief anschließend die Polizei. Augenzeugen schilderten, dass der Täter bei seiner Verhaftung Polizisten verhöhnt haben soll. Durch die Medien ging ein Foto von der Festnahme viral. Es zeigt den Täter lachend auf der Bank unter der Replik des Villacher Prangers mit erhobenem Zeigefinger, daneben eine Polizistin mit gezogener Dienstwaffe. Kurz darauf wurde der Mann festgenommen.

## Ermittlungen
Laut der Staatsanwaltschaft Klagenfurt wurden Ermittlungen wegen Mordes und versuchten Mordes eingeleitet. Sie führt das Landesamt Staatsschutz und Extremismusbekämpfung gemeinsam mit dem Landeskriminalamt Kärnten durch.
Ermittlern zufolge wurde die Tat von einem islamistischen Attentäter begangen. Bei der Durchsuchung der Wohnung des Tatverdächtigen stellte die Polizei an der Wand aufgehängte Fahnen der Terrororganisation Islamischer Staat (IS) fest. Nach Ermittlungen der Polizei hat er sich innerhalb kürzester Zeit über das Internet islamistisch radikalisiert, zuvor war er nicht polizeibekannt. Der Täter soll angeblich einen Treueschwur auf den IS oder eine andere dschihadistische Organisation geleistet haben.
Am 19. Februar 2025 verhängte das Landesgericht Klagenfurt die Untersuchungshaft über Ahmad G. wegen des dringenden Tatverdachts des Mordes und Mordversuchs aus den Haftgründen der Flucht- und Tatbegehungsgefahr. Ahmad G. hatte vor dem Richter keine Angaben zum Tatgeschehen gemacht, die U-Haft akzeptiert und keine Beschwerde eingelegt. Die U-Haft wurde bislang mehrfach verlängert und bleibt bis zur Anklageerhebung aufrecht.

## Opfer
Der bei dem Angriff getötete 14-Jährige stammte aus dem Raum Villach, hatte dort das Peraugymnasium besucht und war zum Zeitpunkt der Tat Schüler an der HTL1 Lastenstraße Klagenfurt. Fünf weitere männliche Personen im Alter von zweimal 15 sowie 28, 32 und 36 Jahren wurden teils schwer verletzt, darunter vier österreichische und ein türkischer Staatsbürger.
Sprecher der Staatsanwaltschaft und des Krankenhausbetreibers KABEG teilten mit, dass die beiden 15-jährigen Opfer schwerste Verletzungen am Bauch und der Herzgegend erlitten hätten, wobei auch Dauerfolgen nicht ausgeschlossen wurden. Nach Notoperationen im Klinikum Klagenfurt befanden sie sich jedoch außer Lebensgefahr. Zwei der erwachsenen Opfer wurden durch Messerstiche schwer verletzt; einer der Männer hatte einen Durchstich des Unterarmes erlitten. Ein weiteres Opfer, das laut Staatsanwaltschaft eine leichte Schnittverletzung erlitten hatte, habe eine Behandlung abgelehnt. Alle Verletzten konnten bis innerhalb der ersten Märzwoche 2025 aus dem Krankenhaus entlassen werden.

## Tatverdächtiger
Nach Angaben des Innenministeriums wollte der Tatverdächtige Ahmad G. 2020 über Österreich nach Deutschland reisen, wo sich seine Familie aufhalten soll. In Freilassing wurde ihm aber die Einreise verweigert, weil er kein gültiges Dokument vorweisen konnte. Er stellte daraufhin im September 2020 einen Antrag auf internationalen Schutz in Österreich. Sein Asylansuchen habe er mit der Angst begründet, in seiner syrischen Heimat zum Militär eingezogen zu werden und dann Kriegsverbrechen begehen zu müssen. Er wohnte in Villach in einer Privatwohnung und war zunächst berufstätig, verlor diesen Job jedoch und bezog in den letzten Monaten vor der Tat Notstandshilfe.
Das Bundesamt für Fremdenwesen und Asyl (BFA) teilte in einer Stellungnahme mit, dass Ahmad G. im Jänner 2021 in erster Instanz der Asylstatus zuerkannt wurde. Dem BFA waren bis dahin keine kriminalpolizeilichen Anzeigen oder strafrechtlichen Verurteilungen durch österreichische Behörden bekannt. Auch die europaweiten Datenbanken EURODAC und SIS hätten keinerlei Hinweise ergeben, dass G. in einem anderen EU-Mitgliedstaat einen Asylantrag gestellt habe oder straffällig geworden wäre. Unmittelbar nach dem Anschlag in Villach wurde vom BFA noch am selben Tag ein Asyl-Aberkennungsverfahren eingeleitet, welches jedoch erst bei Vorliegen einer rechtskräftigen Verurteilung erfolgen könne.
Die Staatsanwaltschaft Traunstein (Bayern) teilte auf Nachfrage mit, dass der Tatverdächtige am 22. September 2020 über den Bahnhof Freilassing nach Deutschland einreiste, wo er sich bei einer vorgelagerten Grenzkontrolle mit einer totalgefälschten spanischen Identifikationskarte auswies. Seine Einreise sei daraufhin unterbunden worden und es wurde von der Staatsanwaltschaft Traunstein am 21. Januar 2021 ein Strafbefehl wegen unerlaubter Einreise und Urkundenfälschung beantragt, welcher vom Amtsgericht Laufen wenig später erlassen wurde. Weil Ahmad G. die geforderte Geldstrafe von 700 Euro nicht bezahlte, wurde am 22. Februar 2021 die Vollstreckung einer Ersatzfreiheitsstrafe angeordnet und ein Vollstreckungshaftbefehl erlassen. Aufgrund dieser Ausschreibung wurde Ahmad G. am 12. April 2024 in Erfurt festgenommen. Weil er nach wie vor nicht bezahlen konnte, verbüßte er vier Tage der Ersatzfreiheitsstrafe in den Justizvollzugsanstalten Tonna und Goldlauter (beide in Thüringen). Am 15. April 2024 bezahlte er die noch offene Geldstrafe und wurde aus der Haft entlassen. Damit war die Vollstreckung in dem Verfahren beendet.

## Reaktionen
Der österreichische Innenminister Gerhard Karner äußerte, dass der Messerangriff ein islamistischer Anschlag mit IS-Bezug sei.
Christian Stocker, geschäftsführender Bundesparteiobmann der ÖVP, sagte, man müsse „politisch alle Hebel in Bewegung setzen, dass solche Horrortaten in Zukunft verhindert werden können“. Der Vorsitzende der FPÖ Herbert Kickl warb für eine restriktive Migrationspolitik unter dem Schlagwort „Festung Österreich“.
Neben europäischen Nachrichtenportalen wurde weltweit über die Tat berichtet, u. a. in den USA und Indien.
Am 18. Februar 2025 fand in Villach ein Trauermarsch mit 4000 Teilnehmern, darunter Spitzenpolitiker und Kirchenvertreter, und anschließendem Gottesdienst statt.
Laut der Extremismusforscherin Daniela Pisoiu (oiip) habe jahrzehntelange Forschung die Erkenntnis gebracht, dass es kein typisches Profil für Menschen gebe, die besonders anfällig für Radikalisierung seien. Deshalb bewertet sie die Ankündigung von Innenminister Karner, anlasslose Massenüberprüfungen bei syrischen und afghanischen Migranten durchzuführen, kritisch. Der Terrorismusforscher Peter R. Neumann betonte, dass Radikalisierung mittlerweile ausschließlich online stattfinden und in relativ kurzer Zeit zu brutalen Taten führen könne. Der Rechtsprofessor Nikolaus Forgó sagte, dass große Plattformen wie TikTok mittels des Gesetzes über digitale Dienste gezwungen werden können, stärker gegen illegale und hetzerische Inhalte im Netz vorzugehen und diese auch zu entfernen. Der Politikwissenschaftler Thomas Schmidinger forderte bessere Rahmenbedingungen für Präventionsprojekte und psychosoziale Betreuung, da eine solche Betreuung das Potenzial hätte, die Kandidatengruppe für derartige Terrorakte zu verkleinern und so möglicherweise Menschenleben zu retten. Auch sprach er ein Entfremdungsgefühl unter jungen Muslimen an, das im Extremfall in Hass auf die Gesellschaft umschlagen könne. Grund dafür sei der Rassismus, der in den letzten zehn Jahren in die Mitte der Gesellschaft gekommen sei. Der Autor Ahmad Mansour erklärte hinsichtlich der Radikalisierung des Täters, dass viele Flüchtlinge sich in Parallelwelten begeben, die zwar physisch in Europa seien, aber emotional noch nicht angekommen seien. Die Entwicklung zeige sich dann auf der Straße, wo sich Tausende offen von der Mehrheitsgesellschaft und deren Werten distanzieren würden. Er warnte vor Verharmlosungen und einer „massiven Radikalisierungswelle“, die in Terror umschlagen könne.
Die Islamische Glaubensgemeinschaft in Österreich (IGGÖ) verurteilte das Attentat und schrieb: Die „abscheuliche Tat steht in völligem Widerspruch zu den Werten unseres Glaubens und ist durch nichts zu rechtfertigen.“ Zudem wurde zu einem Friedensgebet in einer Moschee in Villach geladen, um „ein Zeichen für Frieden, gesellschaftlichen Zusammenhalt und die klare Ablehnung von Gewalt setzen“. Laut IGGÖ arbeite man in den Moscheen präventiv, man könne aber jene nicht erreichen, die sich online radikalisieren, denn solche Attentäter hätten kaum Kontakt mit ihren Imamen und Moscheen.
Der Umzug des Villacher Faschings am 1. März 2025 sowie die letzten drei Faschingssitzungen und damit die Aufzeichnung durch den ORF wurden abgesagt.